# Hubert Wojtasek
Hubert Joachim Wojtasek (ur. 1964) – polski chemik, specjalizujący się w chemii biologicznej, chemii bioorganicznej i enzymologii; nauczyciel akademicki związany z Uniwersytetem Opolskim.

## Życiorys
Po zdanym egzaminie maturalnym w 1983 roku, podjął studia na Wydziale Matematyki, Chemii i Fizyki Wyższej Szkoły Pedagogicznej im. Powstańców Śląskich w Opolu (od 1994 roku Uniwersytet Opolski), które ukończył w 1989 roku, zdobywając dyplom magistra chemii ze specjalnością agrobiochemia. Jeszcze przed ukończeniem studiów w styczniu 1989 roku został zatrudniony w Instytucie Chemii swojej macierzystej uczelni na stanowisku asystenta. W międzyczasie do 1990 roku odbył zasadniczą służbę wojskową. W latach 1991–1996 odbył studia doktoranckie w Stanach Zjednoczonych na Wydziale Chemii Uniwersytetu Stanowego Stanu Nowy Jork w Stony Brook, które zakończył uzyskując stopień naukowy doktora nauk chemicznych w zakresie chemii o specjalności chemia biologiczna na podstawie pracy pt. Molecular and Biochemical Characterization of Proteins Involved in Action of Insect Juvenile Hormones: Binding Proteins and Metabolic Enzymes, napisanej pod kierunkiem prof. Glenna Prestwicha. Potem do 1998 roku był stypendystą Science and Technology Agency, a następnie do 1999 roku pracownikiem badawczym w Narodowym Instytucie Entomologii w Tsukuba w Japonii. W latach 1999–2000 przebywał na stypendium naukowym z ramienia Japan Society for the Promotion of Science na Wydziale Medycznym Uniwersytetu w Mie (Japonia).
W 2000 roku powrócił na stałe do Polski, zatrudniając się Zakładzie Biochemii Uniwersytetu Opolskiego, którego dwa lata później został kierownikiem. W 2003 roku otrzymał stopień naukowy doktora habilitowanego nauk biologicznych w zakresie biochemii na Wydziale Nauk Przyrodniczych Uniwersytetu Wrocławskiego na podstawie rozprawy nt. Mechanizmy chemicznego porozumiewania się owadów. Niedługo potem w 2005 roku otrzymał stanowisko profesora nadzwyczajnego na opolskiej uczelni. W latach 2005–2008 był zastępcą dyrektora Instytutu Chemii UO do spraw dydaktyki, a następnie w latach 2008–2012 pełnił funkcję dziekana nowo utworzonego Wydziału Chemii UO. W 2024 roku zaangażował się w walkę z nieuczciwością naukową w postaci tzw. fabryk artykułów naukowych (potocznie nazywanych papierniami).

## Dorobek naukowy
Jego zainteresowania naukowe koncentrują się wokół problematyki związanej z szeroko pojętą biochemią owadów – molekularnymi podstawami ich rozwoju, mechanizmem działania hormonów, chemicznymi porozumiewaniami się owadów, mechanizmem działania feromonów, oddziaływaniem chemicznym owadów z roślinami, mechanizmami działania enzymów związanych z procesami melanizacji i sklerotyzacji. Dotychczas wypromował ponad 100 magistrów i 1 doktora.